# Vrpszko
Vrpszko (macedónul: Врпско) település Észak-Macedóniában, a Pelagonijai körzet Prilepi járásában.

## Népesség
- 2002-ben lakatlan település.